# Georg Iwanowitsch Kiesewetter
Georg Iwanowitsch Kiesewetter (russisch Георг Иванович Кизеветтер; * 1808 in St. Petersburg; † 22. Maijul. / 3. Juni 1857greg. in Archangelsk) war ein russischer Architekt.

## Leben
Kiesewetters Vater war Historiker und Musiktheoretiker. Kiesewetter studierte 1819–1829 in der Baukunst-Abteilung der  St. Petersburger Akademie der Künste.
Nach dem Abschluss des Studiums wurde Kiesewetter zum Architekten des Finanzamtes im Gouvernement Nischni Nowgorod ernannt. Zu seinen Aufgaben gehörten die Reparatur und der Bau der staatlichen Gebäude in den Städten des Gouvernements: Poststationen, Kasernen, Gefängnisse, Krankenhäuser und Armenhäuser. 1836 wurde er auf Empfehlung des Gouvernementsarchitekten Iwan Jefimowitsch Jefimow der erste Chefarchitekt der Stadt Nischni Nowgorod. 1840 wurde Kiesewetter zum Architekten der Messe Nischni Nowgorod ernannt. 1846 wurde Kiesewetter aufgrund eines Konflikts mit dem Leiter der Baukommission entlassen und kehrte nach St. Petersburg zurück.
Kiesewetter versuchte lange auf dem Gerichtsweg Gerechtigkeit von der Gouvernementsbehörde zu erlangen. 1856 wurde er zum Stadtarchitekten von Archangelsk ernannt. Es kam auch hier zum Konflikt mit den örtlichen Behörden. Er war krank und starb nach einem Jahr.

## Werke

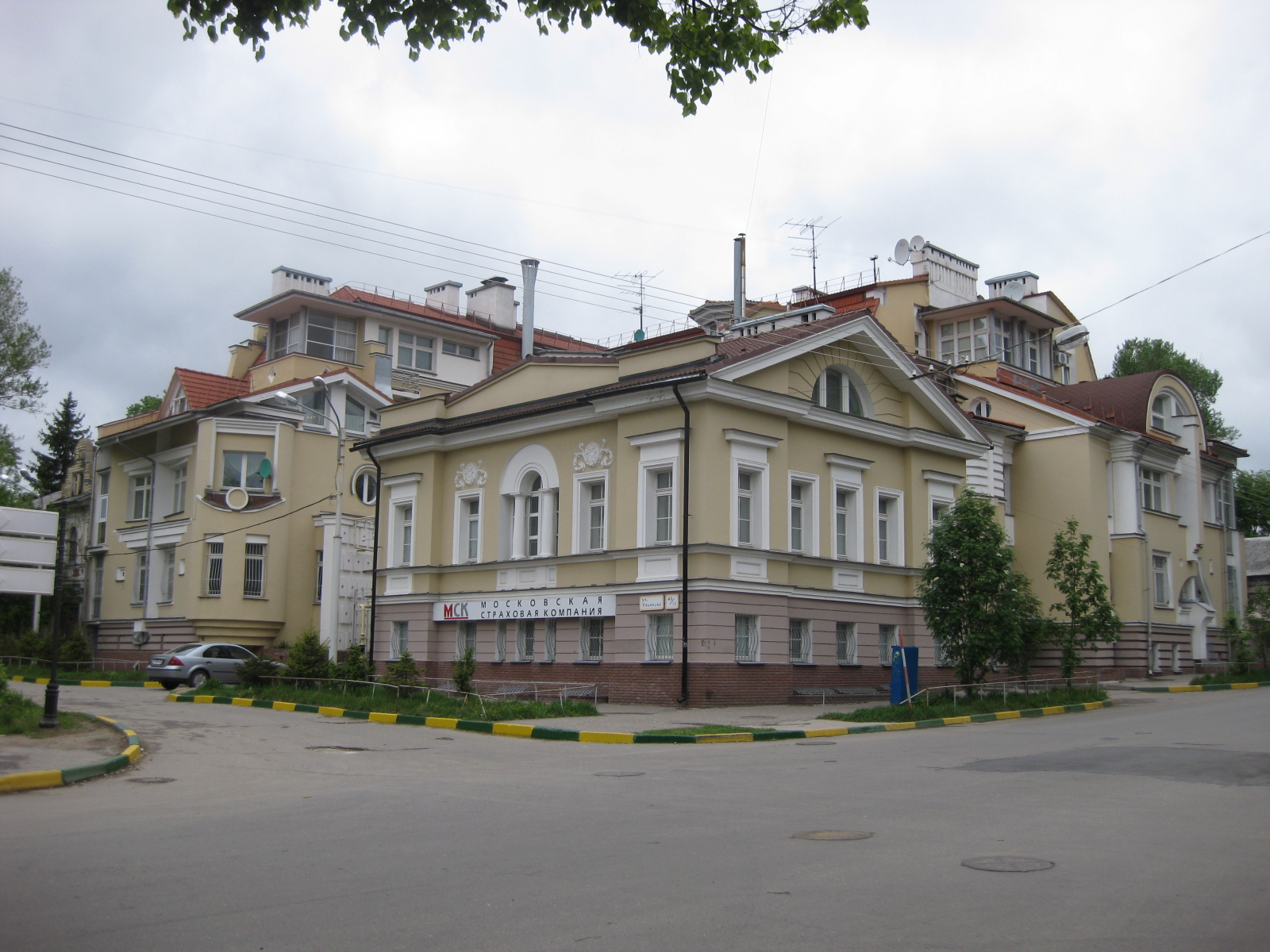
Kiesewetter-Haus, Nischni Nowgorod (1889–1904 wohnte dort der Psychiater Pjotr Petrowitsch Kaschtschenko)
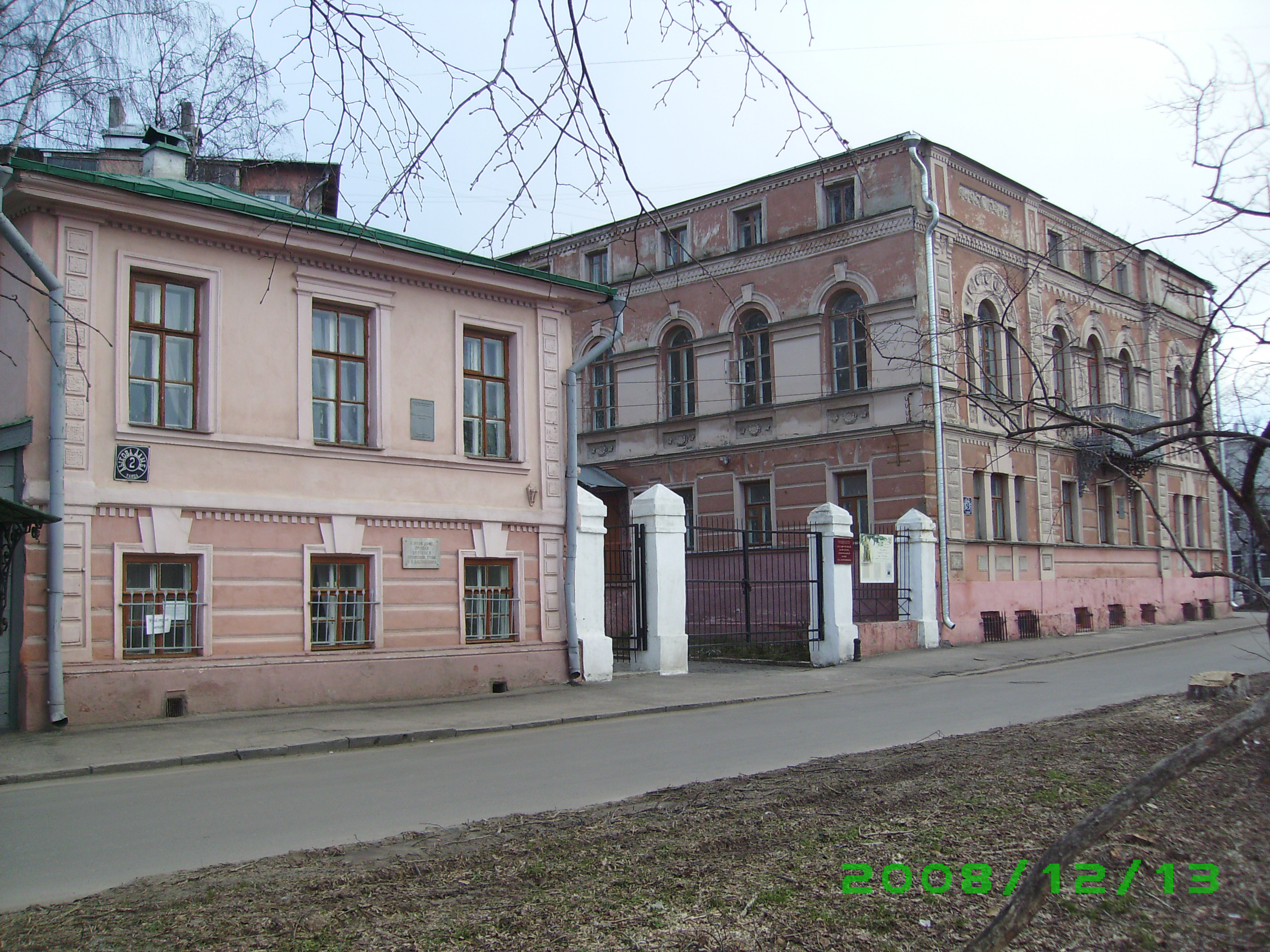
Dobroljubow-Palais (1838–1839), Nischni Nowgorod
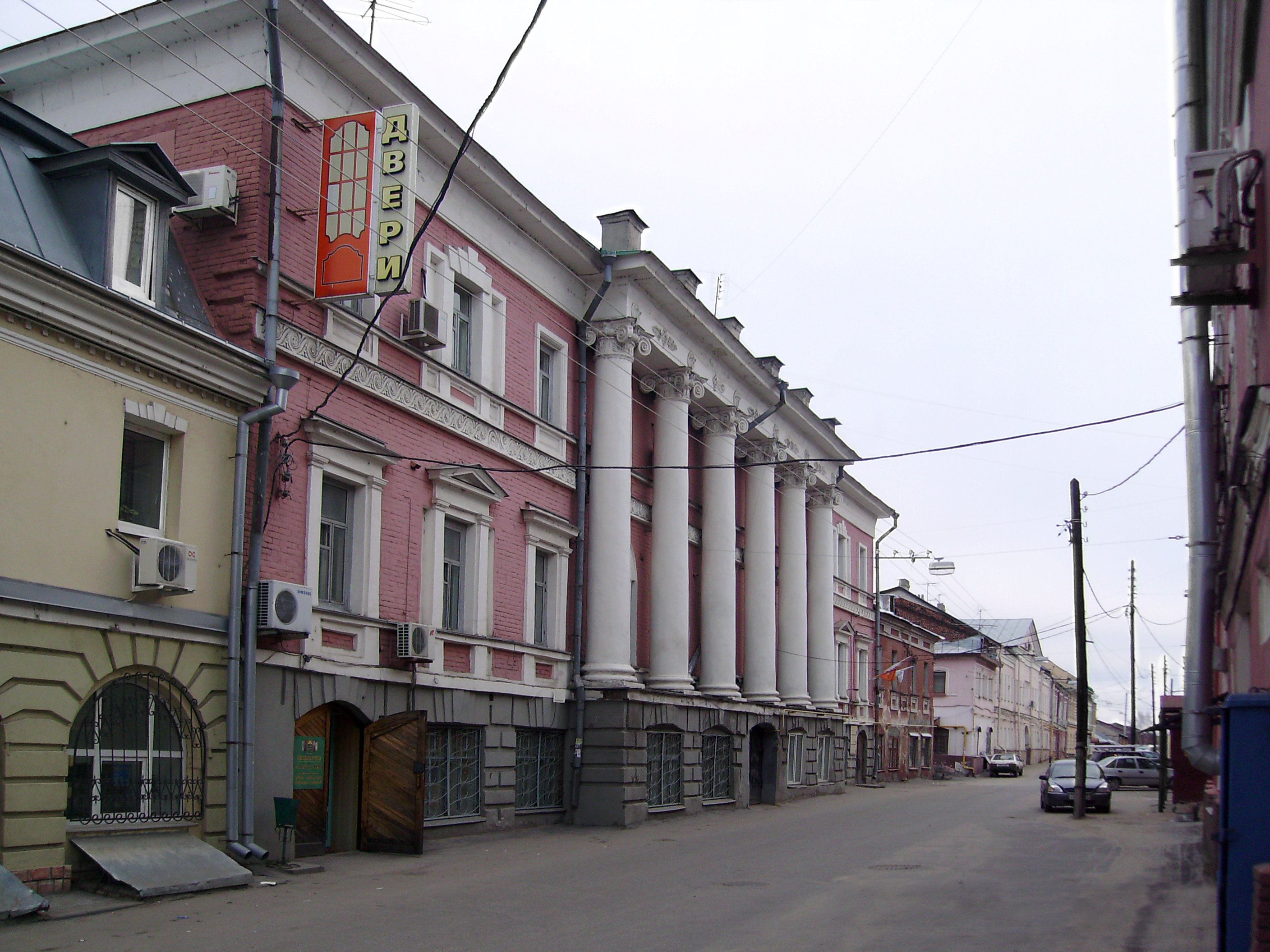
Stadtoberhaupthaus Die Säulen mit dem 1902 von Dmitri Wassiljewitsch Sirotkin eingerichteten Teeclub für die Armen (1838–1840), Nischni Nowgorod